# Calliergon cordifolium
Calliergon cordifolium là một loài Rêu trong họ Amblystegiaceae. Loài này được (Hedw.) Kindb. mô tả khoa học đầu tiên năm 1894.